# Pseudatrichia leechi
Pseudatrichia leechi är en tvåvingeart som beskrevs av Kelsey 1969. Pseudatrichia leechi ingår i släktet Pseudatrichia och familjen fönsterflugor.
Artens utbredningsområde är Kalifornien. Inga underarter finns listade i Catalogue of Life.